# Andrena mentzeliae
Andrena mentzeliae là một loài Hymenoptera trong họ Andrenidae. Loài này được Cockerell mô tả khoa học năm 1897.